# Yanshi, Fujian
Yanshi (kinesiska: 雁石) är en köping i sydöstra Kina. Den ligger i stadsdistriktet Xinluo i staden Longyan i provinsen Fujian, omkring 240 kilometer sydväst om provinshuvudstaden Fuzhou. Antalet invånare är 29 415. Befolkningen består av 12 995 kvinnor och 16 420 män. Barn under 15 år utgör 12,0 %, vuxna 15-64 år 77 %, och äldre över 65 år 10,0 %.